# Энберт, Александр Юрьевич
Алекса́ндр Ю́рьевич Э́нберт (род. 17 апреля 1989 года, Ленинград, СССР) — российский фигурист, выступавший в парном катании. Заслуженный мастер спорта России. Cеребряный призёр на Олимпийских играх в Корее в командных соревнованиях, бронзовый призёр Чемпионата мира 2019 года, бронзовый призёр Командного чемпионата мира 2019 года, бронзовый призёр Чемпионата Европы 2018 года, а также трёхкратный призёр российского чемпионата в паре с Натальей Забияко; серебряный призёр зимней Универсиады 2009 года с партнёршей Ксенией Озеровой. Награждён медалью ордена «За заслуги перед Отечеством» I степени.

## Карьера
Первой партнёршей Александра была Виктория Казанцева. С ней он участвовал в чемпионате мира среди юниоров 2006 года, заняла пара 12-е место.
В пару с Ксенией Озеровой Александр встал в 2007 году. Тренировались они под руководством Олимпийской чемпионки 1998 года Оксаны Казаковой. На своём первом чемпионате России среди юниоров стали шестыми.
В сезоне 2008—2009 гг. пара приняла участие в юниорской серии Гран-при, выступила удачно и прошла отбор в финал. Там в короткой программе Ксения сильно подвернула ногу, пришлось останавливать музыку и прерывать выступление. Они всё же докатали программу до конца, но с произвольной вынуждены были сняться, выяснилось что у Ксении серьёзная травма — надрыв связок. Из-за этой травмы пара не участвовала в чемпионате России и в первенстве страны среди юниоров, но решением тренерского совета Федерации фигурного катания была направлена на Универсиаду в Харбин, где стала второй следом за китайской парой Чжан Дань и Чжан Хао. Предполагалось, что сезон для этой пары окончен, но в связи с отказом Любови Илюшечкиной и Нодари Маисурадзе от участия в чемпионате мира 2009 года из-за травмы, Ксения Озерова и Александр Энберт были включены в сборную страны на турнир. На мировом первенстве дебютировали неудачно: попали в первую разминку короткой программы, оба упали при исполнении параллельного прыжка, а затем Ксения упала с выброса, в итоге заняли предпоследнее, 24-е место, а так как в произвольную программу проходят 20 пар, то чемпионат мира для них на этом завершился.
Сезон 2009—2010 гг. у пары выдался неудачным. Они заняли лишь 6-е место на чемпионате страны и в сборную не попали.
В марте 2010 года Тамара Николаевна Москвина сообщила, что Александр Энберт будет кататься в паре с бывшей одиночницей Катариной Гербольдт. В первом же совместном сезоне на чемпионате России 2011 пара заняла 4-е место, опередив гораздо более скатанную и опытную пару Илюшечкина/Маисурадзе. Так как победившие на этом чемпионате Татьяна Волосожар и Максим Траньков не могли принять участия в чемпионате Европы из-за карантина партнёрши, связанного со сменой гражданства, то Гербольдт и Энберт вошли в сборную на этот турнир. Там они также стали 4-ми.
В 2012 году Катарина Гербольдт получила серьёзную травму на тренировке. Из-за этого пара снялась с этапов Гран-при и пропустила все соревнования первой половины сезона 2012—2013 гг., включая чемпионат России.
В апреле 2014 года было объявлено, что Энберт будет кататься в паре с Василисой Даванковой. Дебют пары состоялся в Канаде на турнире Autumn Classic International, где фигуристы финишировали в шестёрке. На российском чемпионате в конце 2014 года, пара оказалась на 6-м месте.
Весной 2015 года Александр вновь сменил партнёршу. Ею стала бывшая эстонская фигуристка Наталья Забияко, с которой он дебютировал на международном турнире в Саранске «Мордовские узоры», где они заняли второе место. На этапе Гран-при в Москве пара заняла 5-е место, а на турнире в Загребе финишировали 4-ми. На национальном чемпионате выступление пары было успешным, они впервые набрали больше двухсот баллов и стали пятыми из 12-ти пар.
Предолимпийский сезон пара начала в Словакии на Мемориале Непелы, где они выступили достойно, заняв третье место. В начале ноября российская пара выступила на домашнем этапе Гран-при в Москве, где на Кубке Ростелекома выступили удачно, заняв второе место и при этом улучшив свои прежние достижения в сумме и короткой программе. В середине ноября россияне выступили на этапе Гран-при в Париже, где на турнире Trophée de France они финишировали четвёртыми, улучшив при этом свой результат в короткой программе. После таких достижений пара стала запасной в Марселе на финале Гран-при, за несколько дней до старта они заменили немецкую пару Савченко и Массо. Во Франции, в своём дебютном финале Гран-при, они сумели в упорной борьбе занять четвёртое место. В конце декабря фигуристы выступили в Челябинске на чемпионате России, где в упорной борьбе впервые завоевали бронзовую медаль. В конце января российская пара дебютировала на европейском чемпионате в Остраве, где замкнули пятёрку лучших пар континента, при этом улучшили свои достижения в короткой программе и сумме. В конце марта российские парники выступали на мировом чемпионате в Хельсинки, где замкнули дюжину лучших пар мира. При этом были улучшены прежние достижения в короткой программе.

### В олимпийский сезон
В сентябре российская пара начала олимпийский сезон в Бергамо, где на Кубке Ломбардии они финишировали с золотыми медалями. Через неделю фигуристы выступали в Братиславе, где на турнире Мемориал Ондрея Непелы, они в упорной борьбе выиграли золотые медали. Через месяц пара выступала в серии Гран-при на канадском этапе, где они финишировали рядом с пьедесталом. В конце ноября на американском этапе в Лейк-Плэсиде они финишировали рядом с пьедесталом. В начале декабря последовало выступление на Золотом коньке Загреба, которое пара уверенно завершила победителями. При этом пара сумела улучшить свои прежние достижения в произвольной программе и сумме. На национальном чемпионате в середине декабря в Санкт-Петербурге пара финишировала во второй раз с бронзой. В Москве на континентальном чемпионате в середине января пара после программы была лучшей парой хозяев. Они при этом улучшили свои прежние достижения в произвольной программе и сумме и впервые выиграли бронзовую европейскую медаль.
На Олимпийских играх в Корее Александр в составе команды атлетов-олимпийцев из России завоевал серебряную медаль в командных соревнованиях. Они выступали только в произвольной программе и финишировали третьими. В середине февраля 2018 года в Канныне начались соревнования и в индивидуальном турнире, пара финишировала в середине первой десятки. Спортсмены улучшили все свои прежние достижения.

### Дальнейшая карьера
По окончании олимпийского сезона пара продолжила своё выступление и стала второй российской парой в этот сезон. Удачно они выступили на отечественном и мировых чемпионатах. Однако в конце сентября 2019 года пара заявила, что они пропустят первую часть следующего сезона из-за травмы партнёра. В конце февраля 2020 года пара объявила о завершении спортивной карьеры в любительском спорте. В июне 2020 года Александр Энберт подтвердил, что причиной ухода из фигурного катания стали проблемы с его здоровьем. В том же году про пару Н.Забияко-А.Энберт и американскую пару Э.Кейн-Т.ЛеДюк вышел документальный фильм «Несломленные» («Unbroken»).
В 2020 году занял первое место в седьмом сезоне шоу «Ледниковый период», где выступал в паре с актрисой Ольгой Кузьминой.

## Личная жизнь
В 2020 году женился на модели Алесе Данчук, с которой знаком с 2007 года. 12 апреля 2022 года у пары родилась дочь Кристабель.

## Программы
(с К. Гербольдт)
| Сезон     | Короткая программа      | Произвольная программа             | Показательные выступления                                   |
| --------- | ----------------------- | ---------------------------------- | ----------------------------------------------------------- |
| 2011—2012 | Mambo                   | «Шербурские зонтики» Мишель Легран | «Для неё» Зара                                              |
| 2010—2011 | «Waltz Medley» Liberace | «Rhapsody in Rock» Роберт Уэллс    | «I Hate You, Then I Love You» Селин Дион и Лучано Паваротти |

(с К. Озеровой)
| Сезон     | Короткая программа        | Произвольная программа                            |
| --------- | ------------------------- | ------------------------------------------------- |
| 2009—2010 | «Дон Кихот» Людвиг Минкус | «Очи чёрные» в исполнении Stanley Black Orchestra |
| 2008—2009 | «Дон Кихот» Людвиг Минкус | «Очи чёрные» в исполнении Stanley Black Orchestra |

(с В. Казанцевой)
| Сезон     | Короткая программа                                   | Произвольная программа         |
| --------- | ---------------------------------------------------- | ------------------------------ |
| 2005—2006 | Музыка из мюзикла «Моя прекрасная леди» Фредерик Лоу | Летучая мышь Иоганн Штраус-сын |

## Спортивные достижения

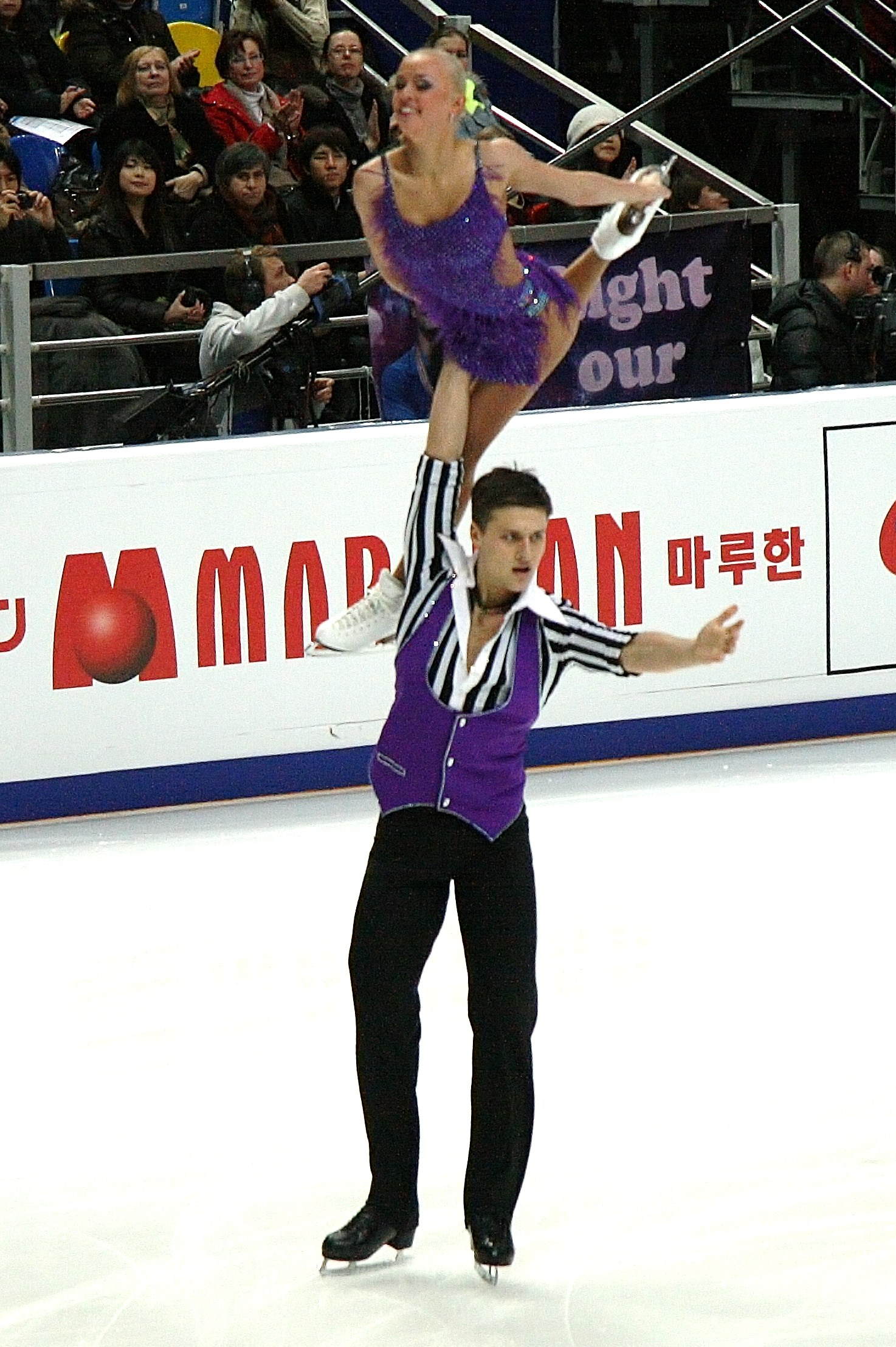
Александр Энберт с Катариной Гербольдт в 2011 году

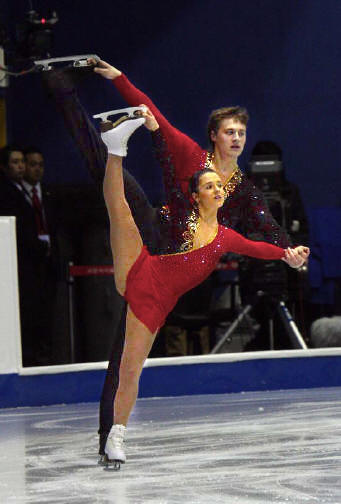
Александр Энберт с Ксенией Озеровой в 2008 году

(с Н. Забияко)
| Соревнования                                         | 2015—2016 | 2016—2017 | 2017—2018 | 2018—2019 |
| ---------------------------------------------------- | --------- | --------- | --------- | --------- |
| Зимние Олимпийские игры. Индивидуальные соревнования |           |           | 7         |           |
| Зимние Олимпийские игры. Командные соревнования      |           |           | 2         |           |
| Чемпионаты мира                                      |           | 12        | 4         | 3         |
| Командные чемпионаты мира                            |           |           |           | 3         |
| Чемпионаты Европы                                    |           | 5         | 3         |           |
| Финалы Гран-при                                      |           | 4         |           | 4         |
| Этапы Гран-при: Кубок Ростелекома                    | 5         | 2         |           |           |
| Этапы Гран-при. Гран-при Хельсинки                   |           |           |           | 1         |
| Этапы Гран-при: NHK Trophy                           |           |           |           | 1         |
| Этапы Гран-при: Trophée de France                    |           | 4         |           |           |
| Этапы Гран-при: Skate Canada                         |           |           | 4         |           |
| Этапы Гран-при: Skate America                        |           |           | 4         |           |
| Золотой конёк Загреба                                | 4         |           | 1         |           |
| Мордовские узоры                                     | 2         |           |           |           |
| Мемориал Непелы                                      |           | 3         | 1         |           |
| Кубок Ломбардии                                      |           |           | 1         | 1         |
| Чемпионат России                                     | 5         | 3         | 3         | 2         |

(с В. Даванковой)
| Соревнования/Сезон | 2014—2015 |
| ------------------ | --------- |
| Autumn Classic     | 6         |
| Чемпионат России   | 6         |
| Финал Кубка России | 2         |

(с К. Гербольдт)
| Соревнования/Сезон            | 2010—2011 | 2011—2012 | 2013—2014 |
| ----------------------------- | --------- | --------- | --------- |
| Чемпионаты Европы             | 4         |           |           |
| Чемпионаты России             | 4         | 4         | 7         |
| Этапы Гран-при: Cup of Russia | 4         | 5         |           |
| Coupe Internationale de Nice  | 1         | 2         |           |

(с К. Озеровой)
| Соревнования/Сезон                  | 2007—2008 | 2008—2009 | 2009—2010 |
| ----------------------------------- | --------- | --------- | --------- |
| Чемпионаты мира                     |           | 24        |           |
| Чемпионаты России                   |           |           | 6         |
| Чемпионаты России среди юниоров     | 6         |           |           |
| Этапы Гран-при: Skate Canada        |           |           | 8         |
| Этапы Гран-при: Cup of Russia       |           | 5         |           |
| Финалы юниорского Гран-при          |           | WD        |           |
| Этапы юниорского Гран-при, Чехия    |           | 3         |           |
| Этапы юниорского Гран-при, Беларусь |           | 2         | 6         |
| Зимние Универсиады                  |           | 2         |           |
| Coupe De Nice                       |           |           | 2         |

- J = юниорский уровень; WD = снялись с соревнований

(с В. Казанцевой)
| Соревнования/Сезон                  | 2005—2006 | 2006—2007 |
| ----------------------------------- | --------- | --------- |
| Чемпионаты мира среди юниоров       | 12        |           |
| Этапы юниорского Гран-при, Норвегия |           | 8         |